# Joaquín Guiu
Joaquín o Joaquim Guiu Bonastre (Hospitalet de Llobregat, 1898-San Ferreol, 30 de enero de 1939) fue un presbítero español, secretario y estrecho colaborador del también sacerdote Juan Tusquets, destacado por su actividad antimasónica durante la Segunda República.

## Biografía
Próximo al carlismo y al resto de la extrema derecha local de Barcelona facilitó los primeros contactos del España Club con la Unión Militar Española. Ayudó a Tusquets a llevar a cabo compilaciones de judíos y masones, con base en la información proclamadamente suministrada por una red de «informadores». Ambos espiarían la logia masónica de la calle de Avinyó parapetados en la casa de la tía de Tusquets, que regentaba una farmacia.
Acabó  siendo fusilado en los días finales de la guerra civil española, el 30 de enero de 1939 en el santuario gerundense de Santa María del Collell, en el término municipal de San Ferreol.